# Arenas (Cantabria)
Arenas es un núcleo de población del municipio de Rionansa (Cantabria, España). En el año 2008 contaba con una población de 8 habitantes (INE). La localidad se encuentra a 190 metros de altitud sobre el nivel del mar, y a 6,7 kilómetros de la capital municipal, Puentenansa. Celebra la festividad de Nuestra Señora del Carmen el 16 de julio.
- Datos: Q5703491